# 徳川慶臧
徳川 慶臧（とくがわ よしつぐ）は、江戸時代後期の尾張藩の第13代藩主。田安徳川家第3代当主徳川斉匡の十男。官位は従三位・権中納言。紀州藩主徳川斉彊の養女（尾張藩第12代藩主徳川斉荘の娘）と婚約していた。

## 生涯
徳川斉匡の子として生まれる。幼名は鑑丸。のち父より偏諱を与えられて、初名の匡賢（まさかた）を名乗る。
尾張藩主・徳川斉荘が没した際に男子がなかったため、斉荘の娘と婚約し、弘化2年（1845年）に10歳にして尾張藩主となる。同年には将軍・徳川家慶から偏諱を授かって慶臧に改名した。このとき、跡目相続を争ったのが後に14代藩主になる松平義恕（徳川慶恕、のち慶勝）であったが、義恕のほうが12歳も上であった。しかも義恕は尾張藩の支藩である高須藩出身であり、また12代藩主相続時にも争った経緯があって、尾張藩士は幕府のたび重なる押しつけ養子に落胆、憤慨した。この先代以来の押し付け養子に関わる藩内抗争が、幕末の尊皇攘夷派と佐幕派との対立につながっていく。
幕末四賢侯の一人である福井藩主・松平慶永（春嶽）は慶臧の実兄であった。慶臧相続後の尾張藩の不穏な空気を察した春嶽は、慶臧に以下のような手紙を出している。
- 尾張徳川家を継ぐことは幸せであること。
- 家臣、領民は、慶臧がどんな人物かよく見ているから、学問をおろそかにせず、家臣の言うことをよく聞くこと。
- 養父母を実の父母以上に大切にし、孝行すること。
- 領民には慈悲の心をもって接すること。

慶臧自身は幼いながら賢明な性質であったらしい。しかし、在任わずか4年で疱瘡により病没したため、何の事績も残せなかった。後継者には田安家から田安慶頼（のち田安家当主）を迎えるという話もあったが、尾張家中の押しつけ養子に対する不穏な空気に鑑み、以前から継嗣候補になっていた松平義恕が徳川慶恕と名を改めて後継となった。

## 墓所の副葬品
1952年から1953年（昭和27年から28年）の市街化計画に伴い墓所が移転されることになった際、慶臧の墓も詳細な発掘調査が行われた。合計9重もの層で囲まれた非常に堅牢な構造が幸いし、内部の保存状態は極めて良好だった。その中には通常ほとんど残らない紙製品がよく残っており、副葬品として本来庶民の娯楽である浮世絵版画・版本が大量に収められていた。その内訳は、葛飾北斎の『北斎漫画』や歌川広重の風景画、歌川国芳の武者絵など、当時人気を博した作品がほとんどで、特に慶臧の好みからか国芳の武者絵が多い。他にも国芳肉筆の小絵巻『山王祭礼附祭絵巻』、『神田明神祭礼附祭』（徳川美術館蔵、『山王祭附祭絵巻』と繋がりがあると見られる『山王祭礼駿河町付祭行列図』が江戸東京博物館にある（画像））も収められており、大名子弟であってもよほど厳格な家柄でもない限り、浮世絵の収集や鑑賞に手を染めていたと見られる。

## 官職および位階等の履歴
※日付＝旧暦
- 1845年（弘化2年）3月25日、尾張国名古屋藩主徳川斉荘の養子となる。　8月25日、藩主となる。12月15日、元服し、将軍徳川家慶の偏諱を授かり慶臧と名乗り、従四位下に叙し、右兵衛督に任官。さらに、同日、従三位に昇叙し、左近衛権中将に遷任。右兵衛督の兼任如元。
- 1846年（弘化3年）5月1日、参議に補任。
- 1848年（嘉永元年）12月4日、権中納言に転任。
- 1849年（嘉永2年）4月7日、薨去。法名は顕曜院殿徳譽瑞正源欽大居士。号は欽公。墓所は名古屋市東区筒井の徳興山建中寺。

## 系譜
- 父：徳川斉匡
- 母：お連以の方
- 養父：徳川斉荘
- 婚約者：徳川斉彊の養女、徳川斉荘の娘
- 養子：徳川慶恕室 - 松平義建の次男